# 李庄遗址 (登封市)
李庄遗址位于河南省郑州市登封市君召乡李庄村南、大呼沱河西岸二级台地上。
该遗址为仰韶文化遗址。遗址北高南低，西高东低，南北较长，整体呈长方形分布。1990年，由文物人员调查首次发现。2008年，第三次全国文物普查时又进行调查。2009年6月3日，经郑州市人民政府批准，列入第二批郑州市文物保护单位。